# Panes de la caridad (Mas del Olmo)
La fiesta de los Panes de la caridad es una celebración festivo-religiosa que tiene lugar en Mas del Olmo, aldea de Ademuz, provincia de Valencia, (Comunidad Valenciana, España).
La tradicional romería se celebra anualmente, en la onomástica de santa Bárbara, el (4 de diciembre). 

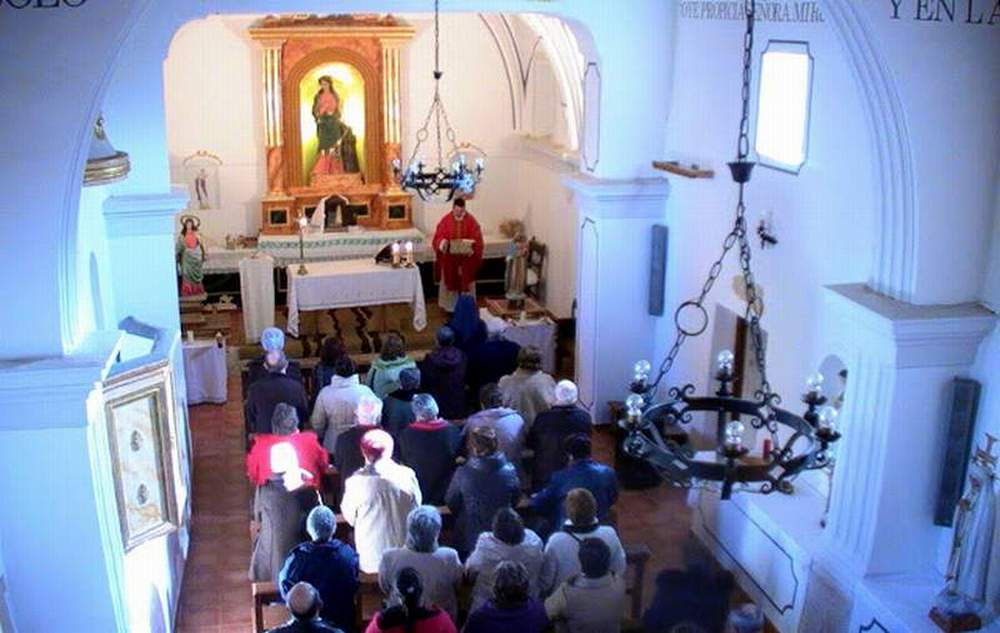
Detalle de la misa en la iglesia de Santa Bárbara en Mas del Olmo, Ademuz (Valencia).

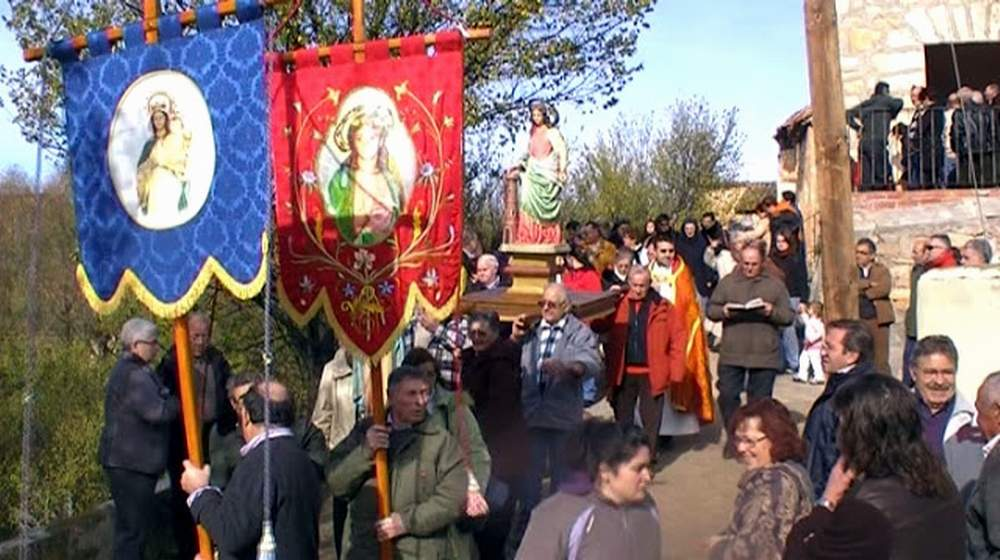
Detalle de la procesión de Santa Bárbara en Mas del Olmo, Ademuz (Valencia).

## Historia
Se desconoce origen de esta singular tradición, ya que no existen referencias documentales antiguas de la misma. La fiesta tiene lugar en la advocación de la patrona local -Santa Bárbara- y se desarrolla en un contexto religioso, con misa y procesión por las calles de la aldea. Toda procesión o romería tiene carácter penitencial y componente peticional, bien sea de gracia, favor o protección. Ello hace pensar que la Fiesta de los panes de la caridad se realiza en cumplimiento de una promesa, por algún bien recibido por la comunidad, toda vez que el ofrecimiento de los panes es un acto de caridad.
Tradicionalmente, Santa Bárbara es la protectora contra las tormentas, rayos, truenos y pedriscos, circunstancias meteorológicas nefastas en la economía del mundo rural: de ahí su predominancia en el santoral cristiano desde la Baja Edad Media, y su popular invocación: Santa Bárbara bendita,/ que en el cielo estás escrita,/ con papel y agua bendita,/ del trueno líbranos, Padre Nuestro. Amén Jesús.

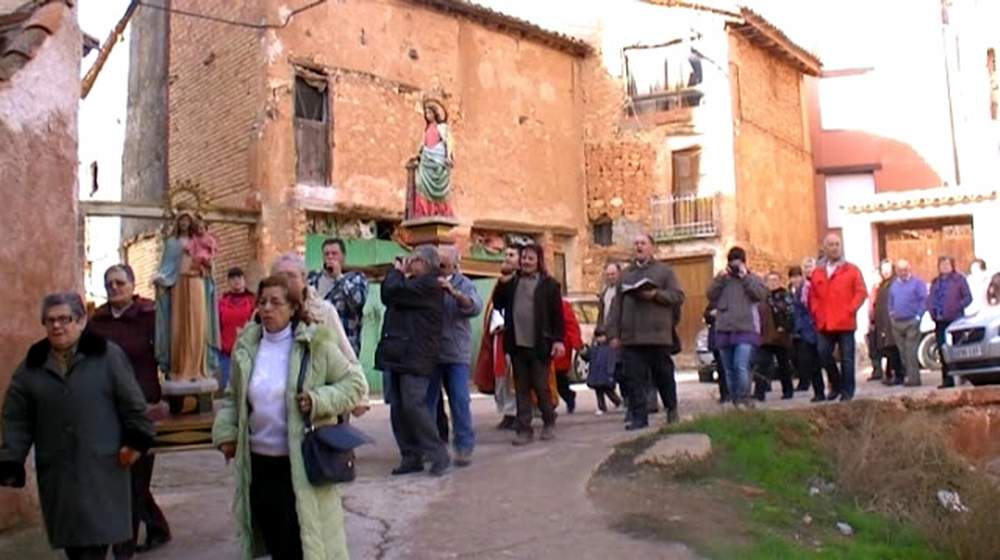
Detalle de la «procesión de Santa Bárbara» en Mas del Olmo, Ademuz (Valencia).

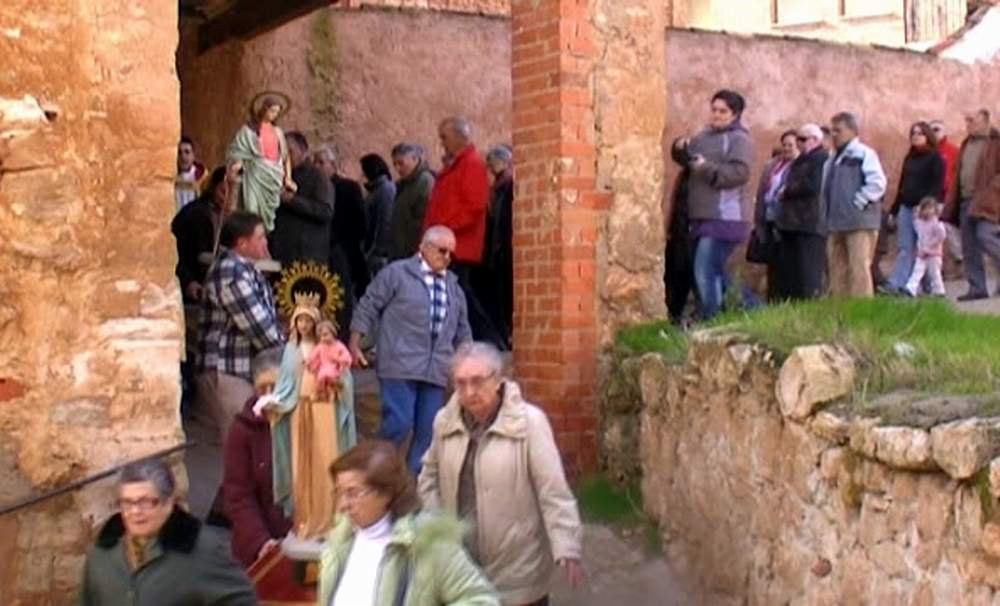
Detalle de la «procesión de Santa Bárbara» en Mas del Olmo, Ademuz (Valencia).

La celebración ha evolucionado con el tiempo, habiéndose visto condicionada por el fenómeno de la despoblación. Actualmente los panes («molletes») se encargan a una panadería de la villa, habiéndose reducido también el número de «caridaderos» de seis a dos. Se conserva, no obstante, la misa, la procesión, la bendición de los panes y su entrega a los concurrentes, así como la celebración mundana: una comida de hermandad y el baile. La fiesta es muy concurrida, acudiendo muchos vecinos de los pueblos del Rincón de Ademuz, de Cuenca y Teruel.

## Desarrollo
La fiesta consiste en que varios «caridaderos» elegidos entre la vecindad por «tanda de vecinos» pasaban por las casas recogiendo trigo. Cada casa solía dar entre un cuartal y media fanega, según la voluntad. 
El «trigo de la caridad» recogido se molía en el «Molino de los Cuchillos» (Ademuz) o en el «Molino de Abajo» (Torrebaja). El salvado resultante del cernido se repartía proporcionadamente entre los que habían dado trigo. Con la harina se hacían unos panes de estrella denominados «molletes», que una vez bendecidos se repartían entre los asistentes, puestos en cola: el primero es para el cura que había oficiado la celebración, después los pobres y visitantes, luego los vecinos, y en último lugar los caridaderos. Si sobraban panes se realizaba una «retorneta», expresión refereida a un segundo reparto reservado a los vecinos que habían entregado trigo.
En el contexto de la fiesta se constituía el «Pan de las almas», basado en el ofrecimiento de los vecinos de cierto número de panes a la Virgen, en razón de promesas o peticiones. Así se llenaban varias cestas de pan, que al día siguiente (5 de diciembre) era subastado al mejor postor. Al tercer día (6 de diciembre), con el dinero obtenido de la subasta de los panes se pagaba una misa por los difuntos de la aldea.

## Galería

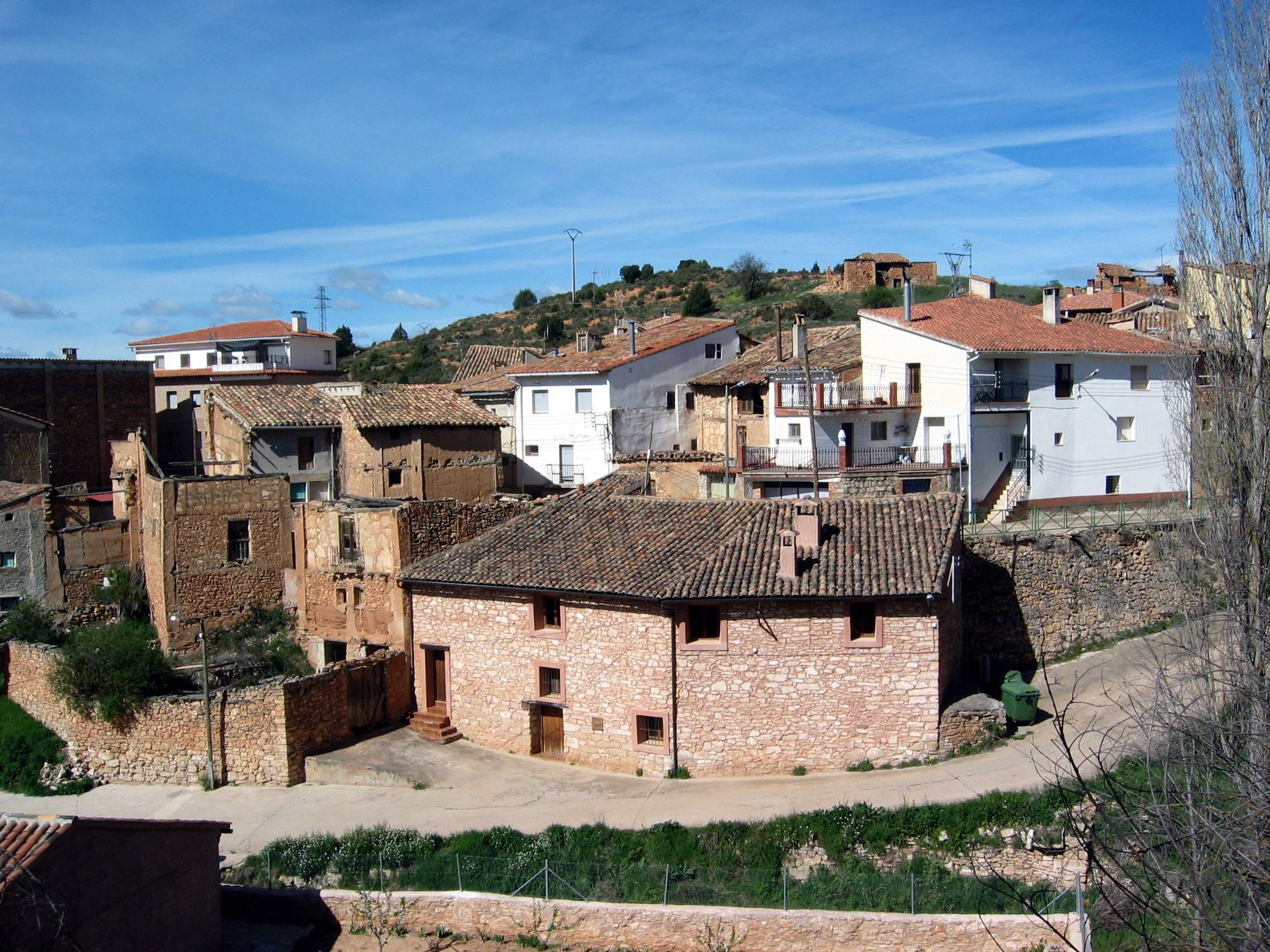
Vista parcial del caserío de Mas del Olmo, Ademuz (Valencia), desde el barrio de la Ermita, con detalle del antiguo horno, actual Museo del Pan, año 2015.
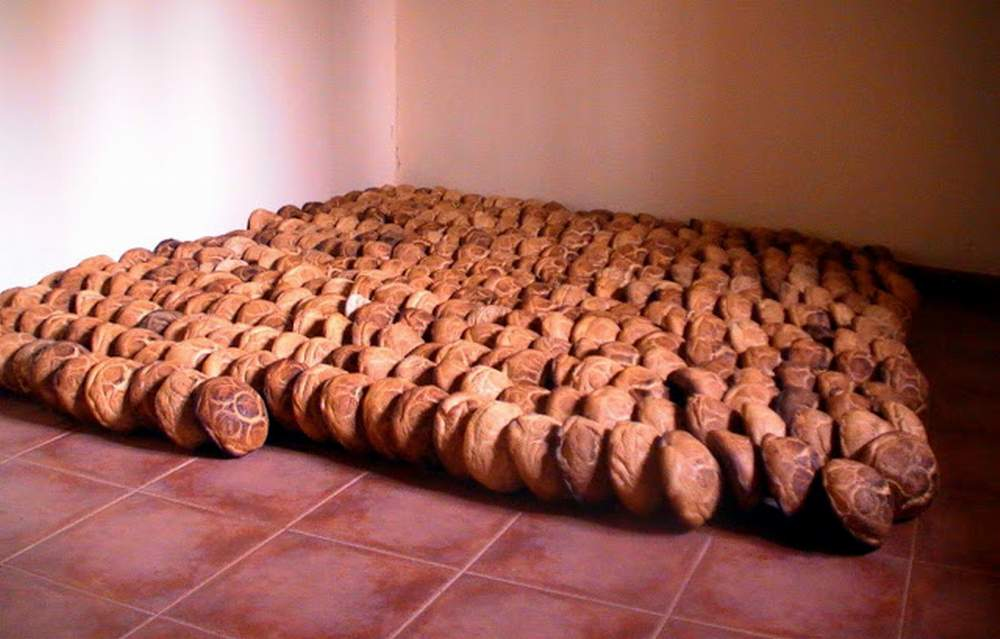
Los panes de la caridad («molletes») en Mas del Olmo, Ademuz (Valencia), dispuestos para su bendición, año 2011.
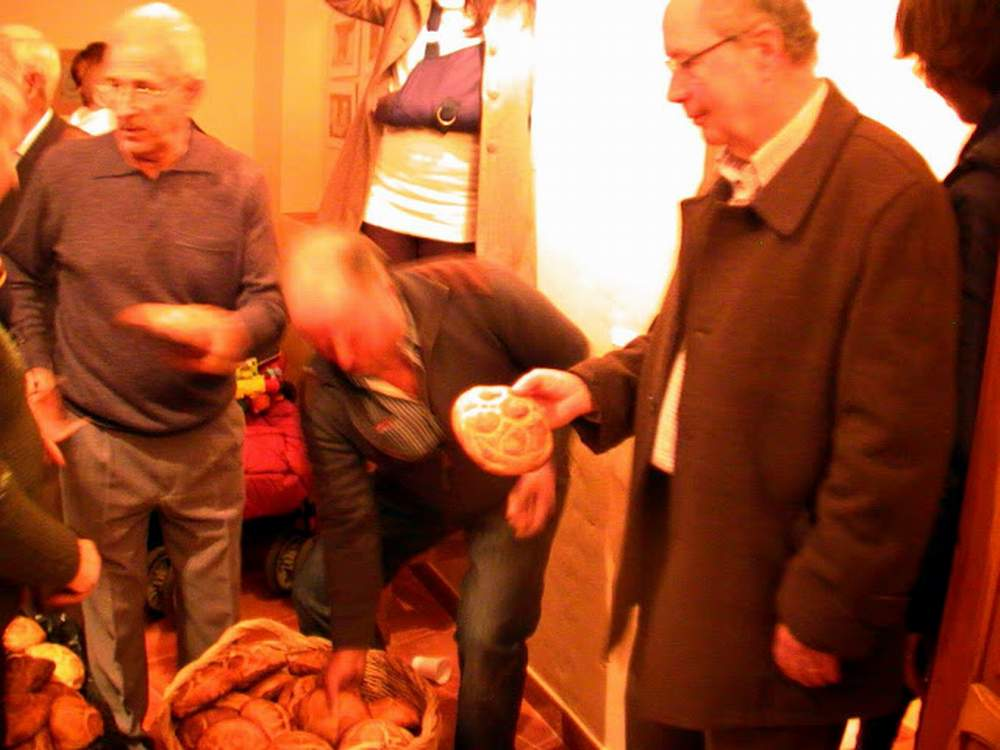
Reparto de los molletes en Mas del Olmo, Ademuz (Valencia), tras su bendición, año 2011.
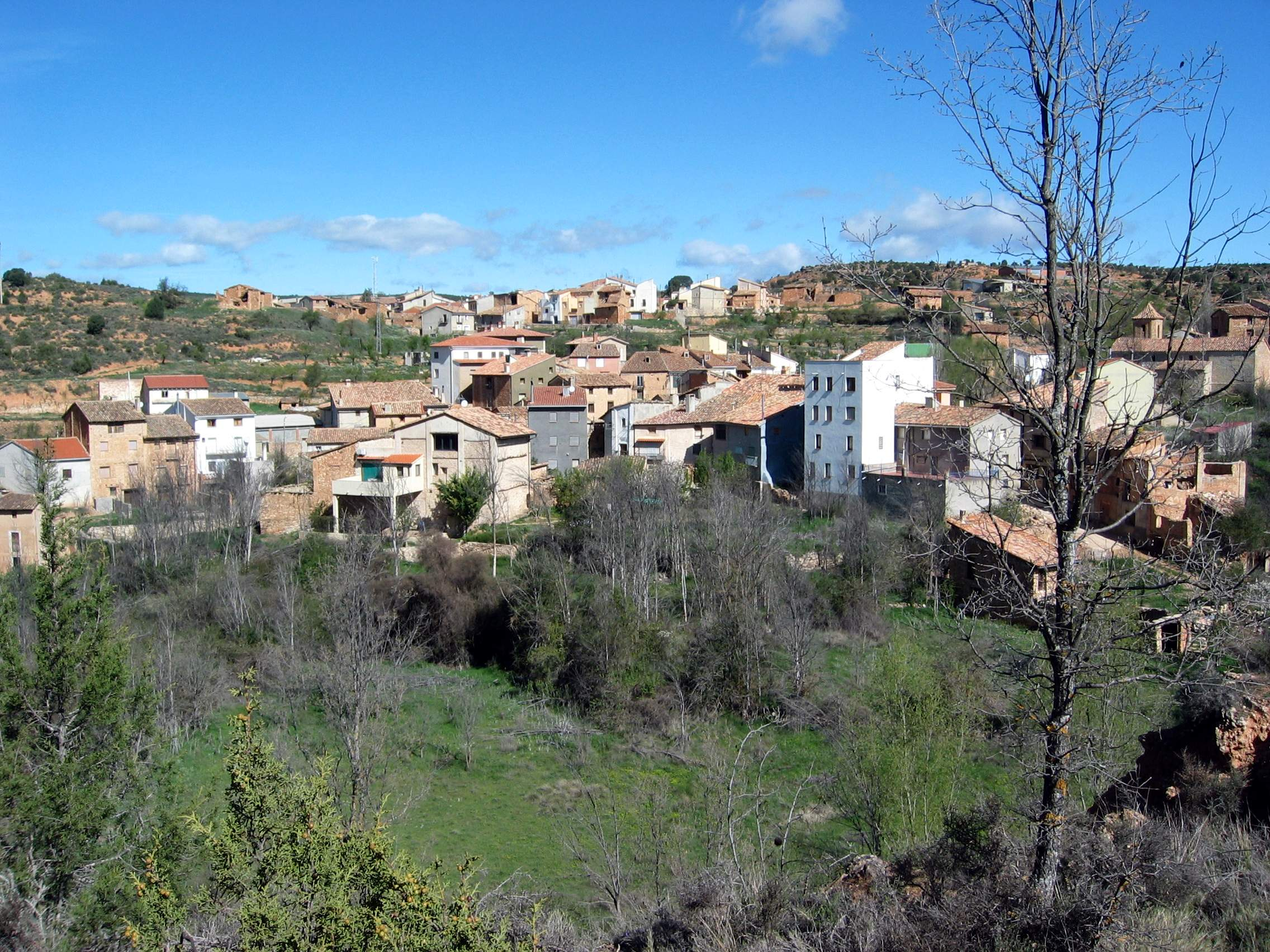
Vista suroriental del caserío de Mas del Olmo, Ademuz (Valencia), año 2011.